# Ferrari 640
A Ferrari 640 (eredeti nevén Ferrari F1-89) egy Formula–1-es versenyautó, melyet a Scuderia Ferrari versenyeztetett az 1989-es Formula–1 világbajnokság során. Pilótái Nigel Mansell és Gerhard Berger voltak.

## Fejlesztése
John Barnard tervezte az autót, ez volt az első közös munkája a csapattal. Jellegzetes, keskeny orra volt, ugyancsak keskeny kasztnija, kitüremkedő oldaldobozokkal, a maximális aerodinamika-kihasználás érdekében. Eredeti kivitelezésében a pilóta mindkét oldalán kis légbeömlők kaptak helyet, a negyedik futamtól kezdve visszakerült a hagyományos helyére, a pilóta feje fölé.
Barnard, aki 1986-ban igazolt a csapathoz a McLaren-től, eredetileg 1988-ban szerette volna versenyeztetni az autót. Azonban ezt megakadályozta a forradalmian új fejlesztésű félautomata sebességváltó gyakori meghibásodása. Így aztán 1988-ban is az előző évi autót használták, a 640-es új típus pedig a turbómotorok betiltása után a Ferrari 12 hengeres szívómotorját kapta meg.
Ez a motor, a Tipo 035, nagyjából annyit tudott teljesítményben, mint turbó elődje, csak nem fogyasztott olyan sokat. Ez mindenesetre még mindig kevesebbet tudott, mint a Honda V10-esei. Amire sokkal nagyobb figyelem irányult, az a sebességváltó: ez volt a Formula–1 történetének első igazi szekvenciális félautomata váltója. A szezon első felében ki is derült, hogy a szerkezet továbbra is rendkívül megbízhatatlan, és a Ferrari komolyan megsínylette ezt a bajnoki küzdelem során. Az autót ezért Roberto Moreno többször is tesztelte a csapat fioranói tesztpályáján. Nyárra ki is derült, hogy a problémákat az okozza, hogy az akkumulátor nem ad elég feszültséget a váltószerkezetnek. Miután partnerük, a Magneti Marelli segítségével kijavították a hibát, a megbízhatóság ugrásszerűen javult.

## A szezon
A Ferrari 640-es gyorsnak bizonyult, Mansell meg is nyerte debütáló versenyét Brazíliában. Ezután azonban sorozatban négyszer is kiesett, a kanadai nagydíjról pedig diszkvalifikálták, és csak Franciaországban szerzett újra pontokat, igaz, akkor rögtön második lett. Olyan verseny nem volt az évben, hogy mindkét versenyző célba ért volna, Berger például egész évben csak háromszor. De amikor célba ért, akkor mindig a dobogón végzett valamelyik versenyzőjük. Mansell Magyarországon is nyert, miután egy szép manőverrel megelőzte Sennát, Berger pedig Portugáliában győzött.
A méhsejt szerkezetű szénszálas kasztni erőssége megmutatkozott a san marinói nagydíjon, ahol Berger óriási balesetet szenvedett és kigyulladt az autója – mégis megúszta az esetet kisebb égési sérülésekkel és törött bordával. Az eset oka az volt, hogy letörött az első szárny, és pillanatok alatt következett a becsapódás, egy tele tankkal rendelkező autónál, ami azonnal kigyulladt. Szerencséjére csak a monacói nagydíjat kellett kihagynia, és egy futammal később már vissza is térhetett, épp a félautomata váltónak köszönhetően, hiszen nem kellett a kezét állandóan leemelnie a kormányról a váltásokkor.
A szezont Mansell a negyedik, Berger a hetedik helyen zárta. A csapat nagy csatát vívott a Wiliamsszel a konstruktőri második helyért, de végül alulmaradtak, mert az utolsó két futamon egyik autójuk se ért célba.

## Eredmények
(félkövér jelöli a pole pozíciót, dőlt betű a leggyorsabb kört)
| Év   | Csapat           | Motor                       | Gumik | Pilóták        | 1   | 2   | 3   | 4   | 5   | 6   | 7   | 8   | 9   | 10  | 11  | 12  | 13  | 14  | 15  | 16  | Pontok | Helyezés |
| ---- | ---------------- | --------------------------- | ----- | -------------- | --- | --- | --- | --- | --- | --- | --- | --- | --- | --- | --- | --- | --- | --- | --- | --- | ------ | -------- |
| 1989 | Scuderia Ferrari | Ferrari Tipo 035/5 3.5L V12 | G     |                | BRA | SMR | MON | MEX | USA | CAN | FRA | GBR | GER | HUN | BEL | ITA | POR | ESP | JPN | AUS | 59     | 3.       |
| 1989 | Scuderia Ferrari | Ferrari Tipo 035/5 3.5L V12 | G     | Nigel Mansell  | 1   | KI  | KI  | KI  | KI  | DSQ | 2   | 2   | 3   | 1   | 3   | KI  | DSQ |     | KI  | KI  | 59     | 3.       |
| 1989 | Scuderia Ferrari | Ferrari Tipo 035/5 3.5L V12 | G     | Gerhard Berger | KI  | KI  |     | KI  | KI  | KI  | KI  | KI  | KI  | KI  | KI  | 2   | 1   | 2   | KI  | KI  | 59     | 3.       |

## Forráshivatkozások
1. ↑  Ferrari F1-89 | Scuderia Ferrari - Official Site. web.archive.org, 2013. szeptember 27. [2013. szeptember 27-i dátummal az eredetiből archiválva]. (Hozzáférés: 2022. február 10.)
2. ↑  Gearbox. www.formula1-dictionary.net. (Hozzáférés: 2022. február 10.)
3. ↑  - YouTube. www.youtube.com. (Hozzáférés: 2022. február 10.)